# 베테랑 시리즈
《베테랑 시리즈》는 황정민이 제작과 기획, 주연을 맡은 영화 시리즈이다.
| 제목     | 원제               | 일본어    | 개봉연도        | VOD              | 감독   | 출연진                                                                 |
| -------- | ------------------ | --------- | --------------- | ---------------- | ------ | ---------------------------------------------------------------------- |
| 베테랑   | Veteran            | ベテラン  | 2015년 8월 5일  | 2015년 11월 17일 | 류승완 | 황정민, 유아인, 유해진, 오달수, 장윤주, 오대환, 김시후                 |
| 베테랑 2 | I, THE EXECUTIONER | ベテラン2 | 2024년 9월 13일 | 2024년 11월 15일 | 류승완 | 황정민, 정해인, 오달수, 장윤주, 오대환, 김시후, 정만식, 신승환, 안보현 |
| 베테랑 3 |                    | ベテラン3 |                 |                  | 류승완 | 황정민, 정해인, 오달수, 장윤주, 오대환, 김시후                         |

| 최종 보스 | 최종 보스 | 최종 보스 |
| 1편       | 2편       | 3편       |
| --------- | --------- | --------- |
| 조태오    | 스포일러  | ???       |

| 중간 보스 | 중간 보스 | 중간 보스 |
| 1편       | 2편       | 3편       |
| --------- | --------- | --------- |
| 최대웅    | 민강훈    | ???       |

| 서브 빌런      | 서브 빌런                         |
| 1편            | 2편                               |
| -------------- | --------------------------------- |
| 최대웅, 전석우 | 민강훈, 신치훈, 가짜 해치, 박승환 |

| 엑스트라 보스 | 엑스트라 보스 | 엑스트라 보스 |
| 1편           | 2편           | 3편           |
| ------------- | ------------- | ------------- |
| 강배성        | 떡칠이        | ???           |

## 경찰

### 서울경찰청 강력범죄수사대
- 서도철(황정민)

베테랑 시리즈의 주인공. 서울경찰청 강력범죄수사대 베테랑 형사
- 오재평(오달수)

서울경찰청 강력범죄수사대 반장.
- 봉윤주(장윤주)

베테랑 시리즈의 여주인공. 서울경찰청 강력범죄수사대 여형사
- 왕동현(오대환)

서울경찰청 강력범죄수사대 형사
- 윤시영(김시후)

서울경찰청 강력범죄수사대 막내 형사
- 강정식(천호진)

서울지방경찰청 광역수사대장
- 박선우(정해인)

베테랑 시리즈 2편, 3편의 서브 주인공. 서울경찰청 강력범죄수사대 막내 형사

## 악역

### 1편

#### 신진그룹 (생존)
- 조태오(유아인)

1편의 메인 빌런이자 최종 보스.
- 최대웅(유해진)

1편의 서브 빌런이자 중간 보스.
- 조동건(송영창)

#### 국동화물 (해체)
- 전석우(정만식)

베테랑 시리즈 1편의 前 서브 빌런이며 만악의 근원이자 히든 보스 후보이자 2편의 작중 최대 피해자.

#### 중고차 매매업체
- 강배성(배성우)

베테랑 시리즈 1편의 엑스트라 보스.

### 2편

#### 해치 일당 (궤멸)
- 해치(스포일러)

2편의 메인 빌런이자 최종 보스
그의 정체는 죄가 있는 이들을 죽음으로 심판한다는 미명 아래 사적 제재를 옹호하는 사람들에게 영웅으로 떠오른 연쇄살인범 해치이다.
- 민강훈(안보현)

2편의 서브 빌런이자 중간 보스.
- 신치훈(윤준열)

2편의 서브 빌런

#### 주부도박단
- 떡칠이(현봉식)

#### 정의부장 (생존)
- 박승환(신승환)

베테랑 시리즈 1편의 조력자였는데 2편의 개그 캐릭터이자 前 서브 빌런.
- 가짜 해치(서영주)

베테랑 시리즈 2편의 히든 보스.

### 3편

#### ???
3편의 메인 빌런이자 최종 보스.
3편의 서브 빌런이자 중간 보스.
3편의 서브 빌런.

3편의 라운드 보스이자 개그 캐릭터.
1. ↑  2편의 쿠키영상에서 박선우는 교도소로 이송 중에 탈주했다.